# أراليا دولافية
أراليا دولافية (الاسم العلمي:Aralia delavayi) هي نوع من النباتات تتبع جنس الأراليا من الفصيلة الأرالية. سمي هذا النوع نسبةً إلى عالم النبات الفرنسي جان ماري دولافي.